# Gymnasiepigen
Gymnasiepigen er en dansk film fra 1960, instrueret af Johannes Allen og Ole Mynster efter manuskript af Allen.

## Medvirkende
- Susanne Bruun-Koppel
- Asbjørn Andersen
- Karen Marie Løwert
- Kirsten Saerens
- Paul Hüttel
- Preben Neergaard
- Grethe Holmer
- Hannah Bjarnhof
- Paul Hagen
- Bendt Rothe
- Helge Kjærulff-Schmidt